# 로나이소프트
로나이소프트는 대만의 비디오 게임 회사이다.

## 설명
로나이소프트는 1998년에 설립된 기업이다. 로나이소프트는 비디오 게임을 제작하는 업체로 보글보글 히어로 2가 대표적인 기업의 제품이 된다. 보글보글 히어로 2 외에 보글보글 히어로 3와 보글보글 히어로 4도 모두 로나이소프트에서 제작한 비디오 게임으로 모두 공룡을 주제로 하는 게임이 된다.

## 같이 보기
- 비디오 게임
- 기업